# Marián Potáš
Marián Ján Potáš OSBM (ur. 2 marca 1918 w Preszowie, zm. 23 lutego 2006 tamże) – duchowny greckokatolicki, protoihumen, bazylianin, biskup Kościoła podziemnego w Czechosłowacji
W Kościele greckokatolickim na Słowacji reprezentował stanowisko bezwzględnego używania w liturgii języka cerkiewnosłowiańskiego oraz integracji grekokatolików słowackich z Ukraińskim Kościołem Greckokatolickim. Był jednym z uczestników procesów beatyfikacyjnych biskupów słowackich, Pavela Gojdiča i Vasila Hopko.